# Inter Airlines
Inter Airlines foi uma companhia aérea charter com sede em Antália, Turquia. Ela operava voos charter de férias da Bélgica, Alemanha e Holanda. Sua base principal era o Aeroporto de Antália.

## História
A companhia aérea foi fundada em dezembro de 1999 e as operações começaram em 4 de abril de 2002.
Em 13 de novembro de 2008, a companhia aérea anunciou encerraria suas operações, citando a crise financeira global de 2008 e o aumento dos preços dos combustíveis como os dois principais motivos.

## Frota
A frota da Inter Airlines consistia nas seguintes aeronaves (Abril de 2008):
| Aeronaves       | Em Serviço | Ordens | Passageiros | Notas |
| --------------- | ---------- | ------ | ----------- | ----- |
| Airbus A321-200 | 3          | –      | 214-219     |       |
| Total           | 3          | 0      |             |       |